# Drago Pašalić
Drago Pasalić (Split, Yugoslavia, 23 de junio de 1984) es un jugador croata de baloncesto. Juega de pívot yactualmente se encuentra sin equipo.

## Trayectoria
Pasalic se formó en las categorías inferiores del KK Split de Croacia. Llegó al primer equipo en la temporada 2000-2001 para disputar la A1 Liga. La temporada siguiente ya disputó tanto la liga croata como la Liga del Adriático, aunque fue cedido al Plastik Solin de la A2 Liga. Tras regresar de su cesión jugó en el KK Split hasta la temporada 2004-2005, año en el que participó en el All-Star de la Liga de Croacia.
La temporada siguiente llegó a la Liga de Baloncesto de Turquía al fichar por el Ülkerspor. En 2006 fue contratado por el PAOK Salónica BC de la HEBA. Llegó a la ACB en 2007 al ser contratado por Club Basket Bilbao Berri.En 2010 cambió de club en España, su destino fue el CAB Obradoiro de Santiago de Compostela

## Selección nacional
Ha sido internacional con la Selección de baloncesto de Croacia. Con la selección junior ganó la medalla de oro en el Campeonato Europeo de Baloncesto de 2002 celebrado en Stuttgart (Alemania).

## Palmarés
- Subcampeón de la A1 Liga, 2000-2001, KK Split
- A1 Liga, 2002-2003, KK Split
- Krešimir Ćosić Cup, 2004, KK Split
- Subcampeón de la Supercopa de España de Baloncesto 2007, Iurbentia Bilbao Basket